# フランチェスコ・キッキ
フランチェスコ・キッキ（Francesco Chicchi、1980年11月27日 - ）は、イタリア、カマイオーレ出身の自転車競技（ロードレース）選手。

## 経歴
2002年
- U23世界選手権・ロードレース優勝。

2003年、ファッサ・ボルトロと契約を結んでプロ転向。
2006年、クイックステップ・イネルゲティック（現 クイックステップに移籍。
2007年、リクイガスに移籍。
- パリ〜ツール2位。
- ティレーノ〜アドリアティコ区間1勝。

2009年
- ツアー・ダウンアンダー区間1勝。

2010年
- ツアー・オブ・カタール区間2勝。

2011年、クイックステップに移籍。
2012年
- ノケル・クルス 優勝
- ハンドザム・クラシック 優勝

2013年、ヴィーニ・ファンティーニ＝セッレ・イタリアに移籍。
- リガ・グランプリ 優勝
- ユールマラ・グランプリ 優勝